# Triều Sán
Triều Sán (tiếng Trung: 潮汕; bính âm: Cháoshàn; Yale Quảng Đông: Chìusaan; bính âm tiếng Triều Sán: Dio5suan1 [ti̯o˥˥꜖꜖.sũ̯ã˧˧]) là một vùng văn hoá-ngôn ngữ ở miền đông Quảng Đông, Trung Quốc. Triều Sán có phần kém cạnh hơn về kinh tế so với vùng đồng bằng Châu Giang lân cận. Đây là nơi hình thành tiếng Triều Sán (潮汕话), thuộc nhóm tiếng Mân Nam. Vùng này gồm ba thành phố Triều Châu, Yết Dương, Sán Đầu. Về ngôn ngữ, nó khác với phần còn lại của Quảng Đông, nơi người nói tiếng Quảng Đông (Việt), Khách Gia và Mân Lôi Châu hiện diện. Tuy vậy, Quan thoại gần đây đã trở thành dạng tiếng Trung chiếm ưu thế trong vùng. Đây là quê hương của nhiều Việt gốc Hoa, người Thái, người Campuchia, người Singapore, người Malaysia và người Indonesia gốc Hoa.

## Tên gọi và định nghĩa
Cái tên "Triều Sán" (潮汕) lấy từ tên hai địa cấp thị Triều Châu (潮州) và Sán Đầu (汕头), hợp thành một vùng đô thị thuộc hàng đông đúc nhất Trung Quốc. Đây là vùng đô thị lớn thứ nhì Quảng Đông sau vùng đồng bằng Châu Giang lấy Quảng Châu làm tâm.